# Han Aidi
Han Aidi var kejsare av Handynastin i Kina från 7 f.Kr. till 1 f.Kr. 
Han Aidi gav upphov till termen "Den klippta ärmens passion" (en vanlig metafor i Kina för homosexuella förhållanden) då han hellre klippte av sin ärm än väckte sin älskare Dong Xian, som sov på ärmen.
Han var gift med kejsarinnan Fu.